# Xıdır Mustafayev
Xıdır Həsən oğlu Mustafayev (ur. 27 marca 1905 we wsi Gezaldara (obecnie Aznwadzor w prowincji Lorri), zm. 21 maja 1975 w Baku) – radziecki wojskowy, pułkownik, Bohater Związku Radzieckiego (1944).

## Życiorys
Urodził się w azerskiej rodzinie chłopskiej. W 1927 został powołany do Armii Czerwonej, od 1930 należał do WKP(b), w 1930 skończył kursy doskonalenia kadry dowódczej, był dowódcą plutonu i kompanii, później wykładowcą w szkole wojskowej. Od września 1942 uczestniczył w wojnie z Niemcami, brał udział w bitwie pod Stalingradem, w styczniu 1943 został ciężko ranny. Po wyleczeniu, za udział w bitwie został odznaczony przez Michaiła Kalinina na Kremlu Orderem Czerwonej Gwiazdy. Po powrocie na front walczył w bitwie pod Kurskiem i w operacji orłowskiej, za którą otrzymał Order Wojny Ojczyźnianej I klasy. Na początku listopada 1943 jako dowódca batalionu 91 Samodzielnej Brygady Pancernej 3 Gwardyjskiej Armii Pancernej 1 Frontu Ukraińskiego w stopniu majora uczestniczył w walkach na Ukrainie, m.in. bojach o Fastów, gdzie umiejętnie dowodził batalionem, za co otrzymał tytuł Bohatera Związku Radzieckiego. W składzie 91 Samodzielnej Brygady Pancernej walczył do końca wojny, po wojnie kontynuował służbę w armii, w 1954 został zwolniony do rezerwy w stopniu pułkownika. Mieszkał w Baku, z wyróżnieniem ukończył studia na uniwersytecie, pracował na różnych stanowiskach w organach partyjnych i państwowych Azerbejdżańskiej SRR. Jego imieniem nazwano ulicę w Baku. W 2005 w Kijowie postawiono jego pomnik.

## Odznaczenia
- Złota Gwiazda Bohatera Związku Radzieckiego (10 stycznia 1944[1])
- Order Lenina (10 stycznia 1944)
- Order Czerwonego Sztandaru (6 listopada 1947)
- Order Wojny Ojczyźnianej I klasy (30 lipca 1943)
- Order Czerwonej Gwiazdy (dwukrotnie, 9 lutego 1943 i 3 listopada 1944)

I medale.